# سیمبایا
سیمبایا (به اسپانیایی: Cimballa) یک دهستان در اسپانیا است که در استان ساراگوسا واقع شده‌است. سیمبایا ۳۱ کیلومتر مربع مساحت و ۱۴۳ نفر جمعیت دارد.